# Manoir de Brézéhan
Le manoir de Brézéhan est un édifice situé à Inguiniel, en France.

## Situation
Le manoir est situé sur le territoire de la commune de Inguiniel, au lieu-dit Brézéhan, dans le département du Morbihan, en région Bretagne.

## Description
Le manoir date des XVIIe et XVIIIe siècles, il est construit en moellons de granite, édifice à un étage carré, élévation à travées. Toiture à longs pans recouverte d'ardoises et de chaume, pignon couvert. Escalier dans-œuvre : escalier en équerre.

## Histoire
Le manoir est l'un des plus vieux édifices de la commune. Construit tout d'abord au XIIIe siècle, il fut remplacé par le manoir actuel qui date du XVIIe siècle. Un mur avec des vestiges de remparts entoure encore le manoir qui possède par ailleurs une chapelle, deux fours à pain et les ruines d'un pigeonnier. 
Le manoir est inscrit à l'inventaire général du patrimoine culturel.